# Nizy-le-Comte
Nizy-le-Comte – miejscowość i gmina we Francji, w regionie Hauts-de-France, w departamencie Aisne.
Według danych na styczeń 2014 roku gminę zamieszkiwały 264 osoby, a gęstość zaludnienia wynosiła 7,9 osób/km².